# 伊赖格塞姆切
伊赖格塞姆切，是匈牙利托尔瑙州所辖的一个村。总面积58.33平方公里，总人口2661，人口密度45.6人/平方公里（2011年1月1日）。